# Pseudogonatodes lunulatus
Pseudogonatodes lunulatus är en ödleart som beskrevs av  Roux 1927. Pseudogonatodes lunulatus ingår i släktet Pseudogonatodes och familjen geckoödlor. Inga underarter finns listade i Catalogue of Life.